# Hans Holbein l'Ancien
Pour les articles homonymes, voir Holbein.
Hans Holbein l'Ancien est un peintre allemand des XVe et XVIe siècles, né vers 1460 à Augsbourg, en Bavière, et mort en 1524 à Issenheim en Alsace.
Lui et son frère Sigmund Holbein (de) ont réalisé des œuvres religieuses dans un style gothique tardif. Hans l'Ancien fut le pionnier et le principal artisan de la métamorphose de l'art allemand depuis le gothique vers le style Renaissance.
Le peintre illustra également quelques livres, le plus célèbre d'entre eux ayant été l'Éloge de la Folie d'Érasme. Ses deux fils, Hans Holbein le Jeune et Ambrosius Holbein, reçurent leurs premières leçons de peinture directement de leur père.

## Œuvres

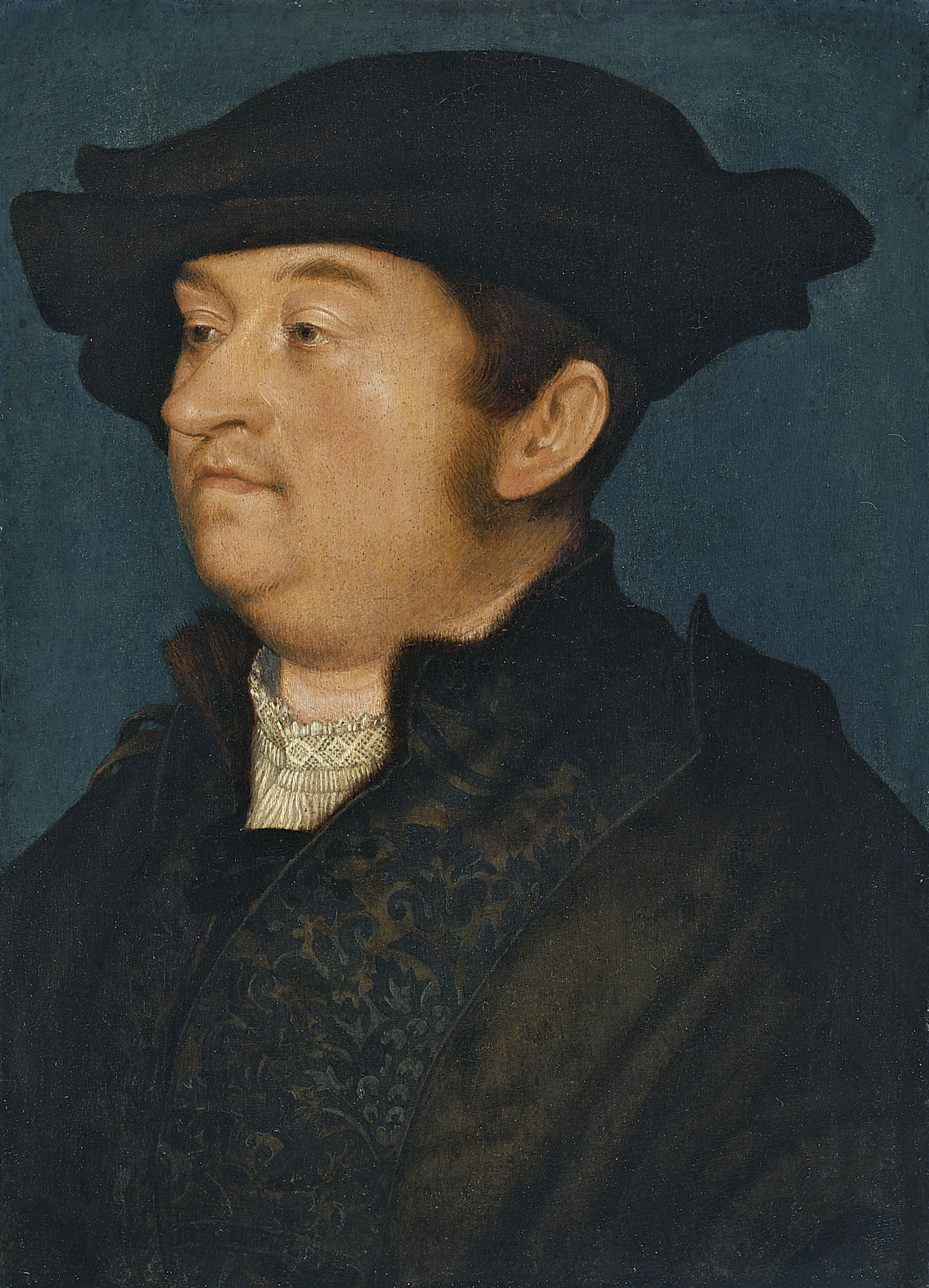
par Hans Holbein (1491)

- Le Christ au mont des Oliviers de la Passion grise, (v.1505), technique mixte sur bois d'épicéa, 89 × 87,5 cm, Donaueschingen ;

- Portrait de femme (vers 1510, huile sur bois) est la seule peinture de cet artiste conservée dans un musée français (musée Unterlinden, Colmar). de style gothique tardif et déjà empreint des nouveautés de la Renaissance[1]
- La Vierge à l'Enfant, Collection Bentinck-Thyssen, musée d'Histoire et d'Art, Luxembourg[2]
- Jeune fille aux longs cheveux dénoués, pointe d'argent, rehauts de blanc, encre noire sur papier préparé blanc, H. 0,154 ; L. 0,102 m, Beaux-Arts de Paris[3]. Ce dessin peut être rapproché des dessins Marie portant l'Enfant endormi sur son sein (Öffentliche Kunstkammlung, Bâle) et de Femme assise aux longs cheveux dénoués (Statens Museum for Kunst, Copenhague). De dimensions proches, ces trois dessins pourraient provenir d'un même carnet. Ils sont datés vers la fin de la carrière de l'artiste, autour de 1515[4].